# 杉山加代子
杉山 加代子（すぎやま かよこ、現姓：加藤（かとう）、1961年10月31日 - ）は、日本の元女子バレーボール選手。1984年ロサンゼルスオリンピックバレーボール女子銅メダリスト。

## 来歴
茨城県稲敷郡阿見町出身。自衛隊職員の父親をもち、スポーツ一家に生まれる。メキシコオリンピック銀メダリストの笠原洋子は親戚。
県下のバレーボール伝統校であった竜ヶ崎二高へ入学するとエースポジションを任され、インターハイグループ戦で名門の博多女子商業と渡り合い大活躍した。
1980年に日本リーグの日立に入部。以後、チームや全日本の中心選手として長く活躍した。1984年ロサンゼルスオリンピックバレーボールでは銅メダル獲得に大きく貢献した。

## 人物・エピソード
阿見小学校在学中はTVアニメ（サインはV、アタックNo.1）の影響でバレーごっこに興じ、「日本一のアタッカー」を夢見る。垂直跳び75cmの秘密はここが原点かもしれないと杉山は述懐している。阿見中学に入学すると170cmの長身をかわれてバレーボール部に入部し本格的にバレーボールを始めた。
高校進学が決まると、父親から「急に伝統校の激しいトレーニングをすると必ずケガをするから、足腰を鍛えなさい」とのアドバイスを受け、毎日父や弟とともに3kmのランニングで鍛えたという。
全国高校強化合宿で訪れた日立の山田監督（当時）から、「努力すれば道が開けるからしっかりやりなさい」とのアドバイスを受け、「いつかオリンピック」を心に抱き、日立入りを決めたという。

## 球歴
- 全日本代表としての主な国際大会出場歴
  - オリンピック - 1984年、1988年
  - 世界選手権 - 1982年
  - ワールドカップ - 1981年、1985年

## 受賞歴
- 1981年 - 第14回日本リーグ 新人賞
- 1982年 - 第15回日本リーグ ベスト6
- 1983年 - 第16回日本リーグ ベスト6
- 1984年 - 第17回日本リーグ ベスト6
- 1985年 - 第18回日本リーグ ベスト6
- 1985年 - 第34回黒鷲旗 ベスト6
- 1986年 - 第19回日本リーグ ベスト6
- 1986年 - 第35回黒鷲旗 ベスト6
- 1987年 - 第20回日本リーグ 殊勲賞、猛打賞、ベスト6
- 1987年 - 第36回黒鷲旗 黒鷲賞（最高殊勲選手）、ベスト6
- 1988年 - 第37回黒鷲旗 黒鷲賞（最高殊勲選手）、ベスト6
- 1989年 - 第22回日本リーグ ベスト6

## 所属チーム
- 阿見町立阿見中学校
- 竜ヶ崎二高
- 日立（1980-1990年）